# London Oratory School
Il London Oratory School, comunemente noto come Oratory o The London Oratory per distinguerlo da altre scuole, è una scuola secondaria cattolica  e diurna per i ragazzi di età compresa tra 7-18 e ragazze di età compresa tra 16-18 a Fulham, Londra. Fondata nel 1863 da The Fathers of The London Oratory a Chelsea, Londra, è storicamente legata a due istituti oratoriani: il vicino Brompton Oratory e The Oratory School nel Berkshire. La scuola è rinomata per la qualità della sua musica corale e strumentale. È una delle più antiche scuole cattoliche inglesi.
Tra i tanti studenti che hanno studiato qui vi è anche l'ex Primo ministro del Regno Unito Tony Blair.